# Walter O'Malley
Walter Francis O'Malley (9 octobre 1903 - 9 août 1979) est un dirigeant sportif américain qui reste propriétaire de la franchise de Ligue majeure de baseball des Dodgers de 1950 à 1979. Il procède au controversé déménagement de la franchise de Brooklyn à Los Angeles en 1957. Détesté par les fans de Brooklyn, adulé par ceux de Los Angeles, il est élu au Temple de la renommée du baseball en 2008. 